# Bunker de commandement Kemmel
Le bunker de commandement Kemmel est un bunker militaire souterrain construit pendant la guerre froide. Il est situé sur le mont Kemmel, dans la commune de Heuvelland, en Flandre occidentale. L'ensemble est aujourd'hui aménagé en Musée de la Guerre froide et est sous la gestion du War Heritage Institute depuis 2017. Il s'agit donc d'un site muséal fédéral.

## Histoire

### La construction
En 1953, un gigantesque puits fut creusé dans le Mont Kemmel. Les opérations sont secrètes, et les habitants de la région ont témoigné avoir vu passer des centaines de camions de terre conduits par des travailleurs étrangers.
Lors de la construction du complexe souterrain, les ouvriers ne savaient pas exactement ce qu’ils construisaient. Ils sont restés sur le chantier pendant une durée limitée puis ont été déplacés. Le personnel exécutif n'a vu qu'une partie des plans architecturaux.
L'endroit où se trouve la trappe pour descendre sous terre a été camouflé par un bâtiment en brique en forme de maison. Il faut d'abord descendre 18 mètres par un escalier avant de pouvoir pénétrer dans le gigantesque hall. La salle d'opération s'étend sur les niveaux -1 et -2.
Chaque staff disposait d'un bureau autour avec vue sur la salle d'opération. Au niveau -1 se trouvent les installations techniques telles que des générateurs électriques, des chaudières avec une réserve de fioul de 50 000 litres et un système de ventilation d'air. Le niveau inférieur abrite le système de communication avec un central téléphonique automatique et manuel, un centre de transmission avec télex, un service radio et un service postal militaire.
Cependant, aucun logement ni équipement n'était disponible pour les 200 employés qui permettraient au centre de fonctionner en cas de crise. La caserne d'Ypres serait pour cela sollicitée.La superficie totale du complexe est de 2 164 m2. Le bunker lui-même, profond de 15 mètres, mesure 30 mètres sur 30 mètres. Le bunker souterrain a des murs de deux mètres d'épaisseur.
Au sommet, il présente un toit flottant en béton mesurant 73 mètres sur 60, dont l'épaisseur varie entre 1,15 m et 2,9 m avec une enveloppe en cuivre servant de protection contre une impulsion électromagnétique. Entre le toit et le bunker se trouve une couche de terre qui sert d'amortisseur lors des bombardements. Les murs extérieurs assuraient également une protection contre les impulsions électromagnétiques. Une sortie de secours a été aménagée vers un flanc du Kemmelberg.

Le bunker dispose d'un réservoir de stockage d'eau et de deux générateurs diesel pour l'alimenter. Il y a quatre antennes de réception sur le terrain du bunker, mais il n’y a pas d’antenne d’émission, qui aurait pu révéler l'emplacement du site à l'ennemi. Cependant, un câble de signal est fourni jusqu'à la caserne d'Ypres, où se trouvent des antennes émettrices.

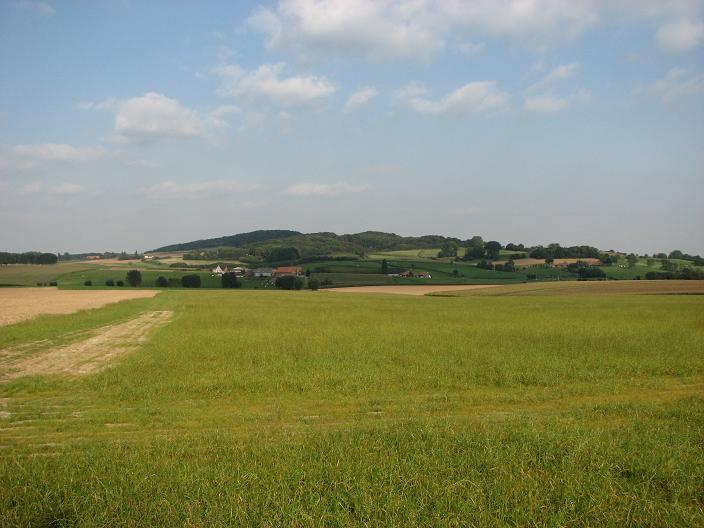
Le Kemmelberg

Les militaires qui n’étaient pas directement impliqués et qui n’avaient pas besoin d’en être informés ne connaissait pas que l'existence du bunker. Seules les personnes directement impliquées dans le fonctionnement du site, parce qu'elles devaient y travailler, étaient au courant.

### Utilisation
Le bunker du Mont Kemmel faisait partie d'un projet du ministère de la Défense belge visant à construire de grands bunkers souterrains à trois points stratégiques en Belgique pour coordonner la défense aérienne en Europe de l'Ouest, dans le cadre d'une coopération militaire entre la Belgique, la France, la Grande-Bretagne, le Luxembourg et les Pays-Bas (Pacte de Bruxelles),.

La construction de celui d'Heuvelland a eu lieu à la suite de la réorganisation de l'armée belge après la Seconde Guerre mondiale. L'idée première est de s'équiper face à une nouvelle attaque allemande sur le territoire. Mais avec le déroulement de la Guerre froide, l'ennemi potentiel devient avant tout l'URSS. Le bunker était destiné à servir de poste de commandement pour un système international de défense aérienne, mais il ne servira jamais à cette fonction. 

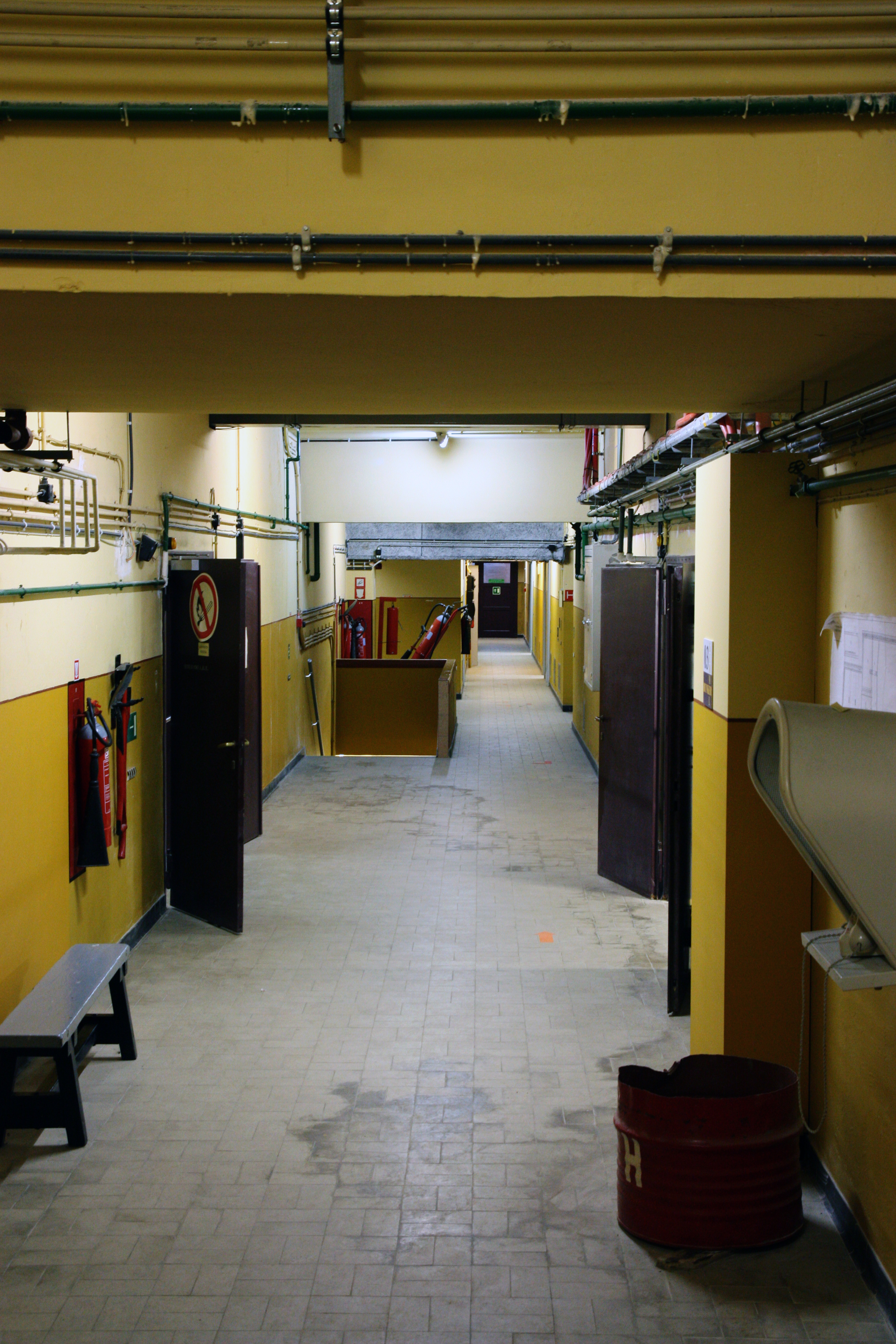
Couloir dans le bunker de commandement

Entretemps, l'OTAN nouvellement crée a installé un bunker de commandement à Maastricht, aux Pays-Bas. Celui de Kemmel, prêt en 1956, est déjà considéré comme "no safe", car il n'a pas l'équipement nécessaire, comme des portes blindées ou des sas sécurisés. En 1963 que le commandement suprême des Forces armées belges décide que le site, jusque là laissé à l'abandon, deviendra le quartier général belge en cas de guerre, de conflit ou d'exercice.
Au moment où sa construction fut achevée, le bunker était déjà technologiquement dépassé. Par exemple, il ne peut pas résister à une attaque à l’arme nucléaire, biologique ou chimique. Des ajustements pour le rendre résistant à cela aurait été trop coûteux. Il servit de poste de commandement lors d’exercices à grande échelle jusqu’au milieu des années 1990.
Durant la guerre froide, l'armée belge se préparait à une éventuelle invasion soviétique par l'est. Pendant des années, les militaires et employés du bunker sont entraînés au pire des cas : une attaque nucléaire. Cette fonction a été soigneusement cachée jusqu'au début du XXIe siècle, plus de cinquante ans après sa construction.
Une équipe de 600 militaires a été déployée pour maintenir le bunker de commandement opérationnel 24 heures sur 24 ; soit trois équipes de 200 personnes chacune.

### Missions commandos organisées
Le bunker était en réalité un bunker de commandement. Les exercices qui y étaient organisés étaient basés sur des scénarios réalistes d'une attaque délibérée de l'ennemi présumé, qui menaçait de déployer certaines ressources (nucléaires). L'armée s'est basée sur des informations reçues de sources non précisées de l'autre côté du rideau de fer. Les spéculations selon lesquelles des bombes atomiques auraient été stockées dans le bunker n'ont jamais été confirmées.

## Ouverture du site au public

### Déclassement
Le bunker fut déclassé après la chute du Mur de Berlin, mais a été gardé en permanence jusqu'en 1995. Cette année-là, le dernier exercice secret eut lieu sous terre. Durant une courte période, le site fut mis sur la liste des domaines militaires à vendre, avant d'en être retiré au vu de son importance patrimoniale.
Après 1995, la supervision du bunker est passée entre les mains du centre de compétence pour les équipements et produits de support d'Ypres.
En 2009, le bunker a été transformé en musée avec le concours du Musée royal de l'Armée et d'Histoire militaire, puis ouvert au public.

### War Heritage Institute
Le site fut dans un premier temps désormais été inclus dans le pôle historique de la Défense, un conseil consultatif du ministère de la Défense, chargé de gérer des sites militaires patrimoniaux.
Depuis 2017, il fait partie du War Heritage Institute, organisme fédéral dépendant de la Défense, qui réunit plusiseurs sites patrimoniaux : le Musée royal de l'Armée et d'Histoire militaire de Bruxelles, le mémorial national du Fort de Breendonk, les Bastogne Barracks, le Boyau de la Mort à Dixmude et le Gunfire de Braschaat.
Le bunker, rare témoignage de la guerre froide en Belgique, s'adresse principalement aux écoles et aux groupes de jeunes. Ce musée de la guerre froide explique non seulement les origines de l'OTAN et du Pacte de Varsovie, mais explique également le rôle de la Belgique dans la guerre froide.Le bunker de commandement peut être visité avec un guide ou individuellement, le mardi, samedi et dimanche.

### Restauration
L'intérieur du bunker a été adapté pour assurer la fonction de musée. Des vitrines d'exposition et des panneaux sur l'armement nucléaire ont été installés avec un éclairage d'ambiance.

## Référence
1. ↑  Kamer keurt oprichting War Heritage Museum goed, Knack, 27 april 2017. Gearchiveerd op 14 juni 2021.
2. ↑  ministere de la defense, « Loi du 28/04/2017 portant creation du », sur etaamb.openjustice.be, 28 avril 2017 (consulté le 19 août 2024)
3. ↑  Contribution externe, « Un véritable QG de l'armée belge se cache sous le Mont Kemmel », sur DHnet, 18 août 2024 (consulté le 19 août 2024)
4. ↑  Archeo Kemmelberg, « The History Files: Kemmelberg (Le bunker - un secret public bien gardé) », sur The History Files (consulté le 19 août 2024)
5. ↑  Bunker onder de Kemmelberg, milpedia.org
6. 1 2  Correspondance, Stéphane DUBROMEL, « Entrez dans l’étrange bunker rescapé de la guerre froide - Edition du soir Ouest-France - 27/09/2018 », sur Ouest-France.fr, 27 septembre 2018 (consulté le 19 août 2024)
7. 1 2  « Bunker de commandement Kemmel », sur Toerisme Heuvelland (consulté le 19 août 2024)
8. 1 2 3 4  Marie-France Philippo, « Découvrez les coulisses du bunker de Kemmel », sur lavenir.net, 19 août 2024 (consulté le 19 août 2024)
9. 1 2  « Histoire du Bunker de Commandement Kemmel | Kemmel Command Bunker », sur bunkerkemmel.be (consulté le 19 août 2024)
10. ↑  (en) « Le bunker de commandement secret du mont Kemmel », sur les plats pays (consulté le 19 août 2024)
11. 1 2  « Nos sites | War Heritage Institute », sur warheritage.be (consulté le 19 août 2024)
12. ↑  Top Vlaanderen, « Commandobunker (Kemmel, Belgique) - Top.Flanders - Le top de ce que la Flandre touristique peut offrir », Top.Flanders - Le top de ce que la Flandre touristique a à offrir,‎ 29 août 2020 (lire en ligne, consulté le 19 août 2024)